# (3190) Aposhanskij
(3190) Aposhanskij es un asteroide perteneciente al cinturón de asteroides descubierto por Liudmila Vasílievna Zhuravliova el 26 de septiembre de 1978 desde el Observatorio Astrofísico de Crimea, en Naúchni.

## Designación y nombre
Aposhanskij fue designado al principio como 1978 SR6.
Más adelante, en 1986, se nombró en honor del poeta y periodista soviético Vladimir Aposhanski (1910-1943).

## Características orbitales
Aposhanskij orbita a una distancia media del Sol de 2,997 ua, pudiendo alejarse hasta 3,34 ua y acercarse hasta 2,655 ua. Tiene una excentricidad de 0,1143 y una inclinación orbital de 9,979 grados. Emplea 1896 días en completar una órbita alrededor del Sol.

## Características físicas
La magnitud absoluta de Aposhanskij es 12,9.